# Phare de Dalatangi
Le phare de Dalatangi (en islandais : Dalatangaviti) est un phare situé dans la région d'Austurland, sur le cap séparant le Seyðisfjörður du Mjóifjörður.